# Spike Video Game Awards
Los Spike Video Game Awards (abreviados VGA), actualmente llamados VGX, fueron una ceremonia de premios anuales, celebrados desde 2003 hasta 2013 por Spike TV (en Chile por Etc TV, en España por La Sexta y en Brasil por Rede 21), y que selecciona los mejores videojuegos del año. En sus galas suelen presentarse trailers de estos que saldrán a futuro también, para revelarse a los medios de comunicación. Han sido celebrados siempre en las ciudades estadounidenses de Los Ángeles y Santa Mónica, California, así como en Las Vegas, Nevada.
Los premios han recibido críticas por seleccionar los nominados y ganadores sobre la base de la comunidad de jugadores. Los ganadores son seleccionados vía en línea por parte del público, lo que ha provocado que algunos sectores de la crítica especializada consideren los premios como un mero "concurso de popularidad". Por otro lado, la gala es una estupenda ocasión para la presentación de algunos títulos que aparecerán en años venideros.

## Premios

### 2003
Los VGA de 2003 fueron los primeros en ser celebrados por Spike TV. Se llevaron a cabo en el MGM Grand, Las Vegas, Nevada, el 2 de diciembre del presente año, y luego transmitidos el 4 del mismo mes. El evento fue conducido por David Spade y tuvo performances de Lil' Kim, Jaime Pressly, DMX, P.O.D.
, Orlando Jones, y Cedric the Entertainer. También tuvo la participación del equipo de lucha libre de la WWE, compuesto por las superestrellas Rey Mysterio, Chris Jericho, Trish Stratus, y Victoria.

### 2004
Los VGA de 2004 fueron celebrados en Santa Mónica, California en Barker Hangar y fueron presentados por el rapero Snoop Dogg. La gala contó con las actuaciones musicales de Sum 41, Ludacris, el propio Snoop Dogg y los miembros restantes de The Doors, que tocaron "Riders on the Storm".

### 2005
Los premios VGA se celebraron el 10 de diciembre de 2005 en el Gibson Amphitheatre de Los Ángeles. Fue la primera vez que Samuel L. Jackson presentaba la gala.

### 2006
Los premios VGA de 2006 tuvieron las actuaciones musicales de Tenacious D y AFI, mientras que en la gala aparecieron también 50 Cent, Eva Mendes, Sarah Silverman, Seth Green, Masi Oka, Hayden Panettiere, Brandon Routh, Rachael Leigh Cook, Tony Hawk, Michael Irvin, Method Man, Maria Menounos, Tyrese, Xzibit, James Gandolfini, Kurt Angle, y muchos otros. Seth MacFarlane, la voz de Stewie Griffin y Tom Tucker en Family Guy, fue la voz de los premios. La ceremonia tuvo lugar el 13 de diciembre de 2006 y fue presentada por el actor Samuel L. Jackson.

### 2007
Los premios VGA 2007 salieron al aire el 9 de diciembre. Conducidos por Samuel L. Jackson, los ganadores fueron anunciados antes del evento que tuvo lugar en el Mandalay Bay Events Center en Las Vegas. El show tuvo actuaciones de Foo Fighters, Kid Rock, y la premier exclusiva de los videojuegos Borderlands, Gran Turismo 5 Prologue, Tom Clancy's Rainbow Six: Vegas 2 and TNA iMPACT!

### 2008
Los premios VGA se celebraron el 14 de diciembre de 2008. La ceremonia, presentada por Jack Black, incluyó diez presentaciones de videojuegos. También actuaron 50 Cent, The All-American Rejects, Weezer y LL Cool J.

### 2009
Los VGA de 2009 se celebraron el 12 de diciembre de 2009 en el Nokia Event Deck de Los Ángeles, California, y fueron los únicos premios que no tuvieron un presentador general. La gala se inauguró con el tráiler que anunciaba la secuela de Batman Arkham Asylum. También hubo presentaciones en sociedad de los videojuegos Prince of Persia: The Forgotten Sands, UFC 2010 Undisputed o , entre otros. Samuel L. Jackson presentó el videojuego de LucasArts Star Wars: The Force Unleashed II. Además, se anunció en exclusiva Green Day: Rock Band con su correspondiente tráiler.
La gala contó con la presencia de invitados como Stevie Wonder, el reparto de MTV Jersey Shore, Green Day y Jack Black, además de las actuaciones en directo de Snoop Dogg y The Bravery.

### 2010
Los VGA 2010 presentó los videojuegos de Gears of War 3, Halo: Reach, The Elder Scrolls V: Skyrim, Call of Duty: Modern Warfare 3, Forza Motorsport 4, etc. Algunos con sus respectivos tráileres. También, contó con invitados y actuaciones especiales.[cita requerida]